# Matsudaira Norinaga
Matsudaira Norinaga (松平 乗寿 26 tháng 2 năm 1600 - 19 tháng 3 năm 1654) là một daimyō vào đầu thời Edo của Nhật Bản. Ông là đứng đầu đời thứ hai của gia tộc Ogyū-Matsudaira.